# Praia do Pintadinho
Praia do Pintadinho
A Praia do Pintadinho é uma das mais conhecidas praias do município de Lagoa (Algarve). Encontra-se na freguesia de Ferragudo, do lado direito da praia do Molhe.
Está, como a maior parte das praias do concelho de Lagoa, rodeada por rochas argilosas, as quais são normalmente usadas por pescadores. A rocha direita desenha um cabo que entra no mar onde estão colocados o Farol da Ponta do Altar e uma torre-radar.